# Cixiinae
Sous-famille
Les Cixiinae sont une sous-famille de cicadelles de la famille des Cixiidae. C'est l'une des trois sous-familles de ce type, les deux autres étant les Bothriocerinae et les Borystheninae. Alors que quelques espèces avaient été testées dans une étude plus large de la Fulgoroidea, ni les Cixiinae ni ses tribus n'ont été analysées cladistiquement jusqu'en 2002,. La résolution des relations tribales est incomplète et des tests supplémentaires des tribus avec des échantillons de plus d'un par tribu sont nécessaires.

## Liste des tribus
En 1938, Metcalf a divisé les Cixiinae en tribus, y compris les Cixiini et les Oecleini de Muir ; cependant, ces divisions ont rarement été mentionnées et sont restées inopérantes pendant des décennies. Par la suite, les Stenophlepsiini ont été retournés aux Cixiinae et les Pentastirini ont été subdivisés en sous-tribus Pentastirina et Oliarina,. Cependant, Oliarina a été plus tard synonyme sous Pentastirina. En 2002, Emeljanov a créé sept nouvelles tribus, et en 2004 la sous-tribu Mnemosynina de la tribu Pentastirini a été élevée au niveau tribal sous le nom de Mnemosynini.  
Actuellement, il y a seize tribus reconnues, bien que certaines tribus manquent de description adéquate : 
- Andini Emeljanov, 2002
- Bennarellini Emeljanov, 1989
- Bennini Metcalf, 1938
- Brixidiini Emeljanov, 2002
- Brixiini Emeljanov, 2002
- Cajetini Emeljanov, 2002
- Cixiini Muir, 1923 - non-monophylétique[4]
- Duiliini Emeljanov, 2002
- Eucarpiini Emeljanov, 2002 -  monophylétique[4]
- Gelastocephalini Emeljanov, 2000 - vraisemblablement monophylétique[4]
- Mnemosynini Szwedo, 2004 -  monophylétique[4]
- Oecleini Muir, 1922 - non-monophylétique[4]
- Pentastirini Emeljanov, 1971 -  monophylétique[4]
- Pintaliini Metcalf, 1938 - non-monophylétique[4]
- Semonini Emeljanov, 2002 - vraisemblablement monophylétique[4]
- Stenophlepsiini Metcalf, 1938